# ジュゼッペ・バッツァーニ
ジュゼッペ・バッツァーニ（Giuseppe Bazzani、1690年9月23日 - 1769年8月17日）はイタリアのロココ時代の画家である。

## 略歴
現在のロンバルディア州のマントヴァの金細工師の息子に生まれた。パルマの画家、カンティ(Giovanni Canti)の弟子になり、弟子の仲間にはフランチェスコ・マリア・ライネリがいた。生涯の大半をマントヴァで過ごし、1752年からマントヴァの美術学校の教師、1767年から校長になった。
ロココのスタイルにいたるまでに、17世紀のバロックの画家、フランチェスコ・マフェイやフランドルの画家、ピーテル・パウル・ルーベンスの作品から学び、マントヴァでしばらく活動したドメニコ・フェッティや、ヴェネツィア派の画家、パオロ・ヴェロネーゼの作品からも影響を受けた。
フランチェスコ・マリア・ライネリと共同で壁画などを制作した。
弟子には　カンピ(Felice Campi:1746–1817) や養子となったドメニコ・コンティ・バッツァーニ(Domenico Conti Bazzani:1740–1817)がいる。

## 作品

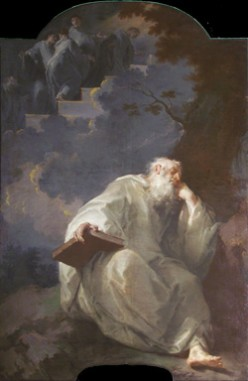
「聖ロムアルドの夢」 (c.1750)
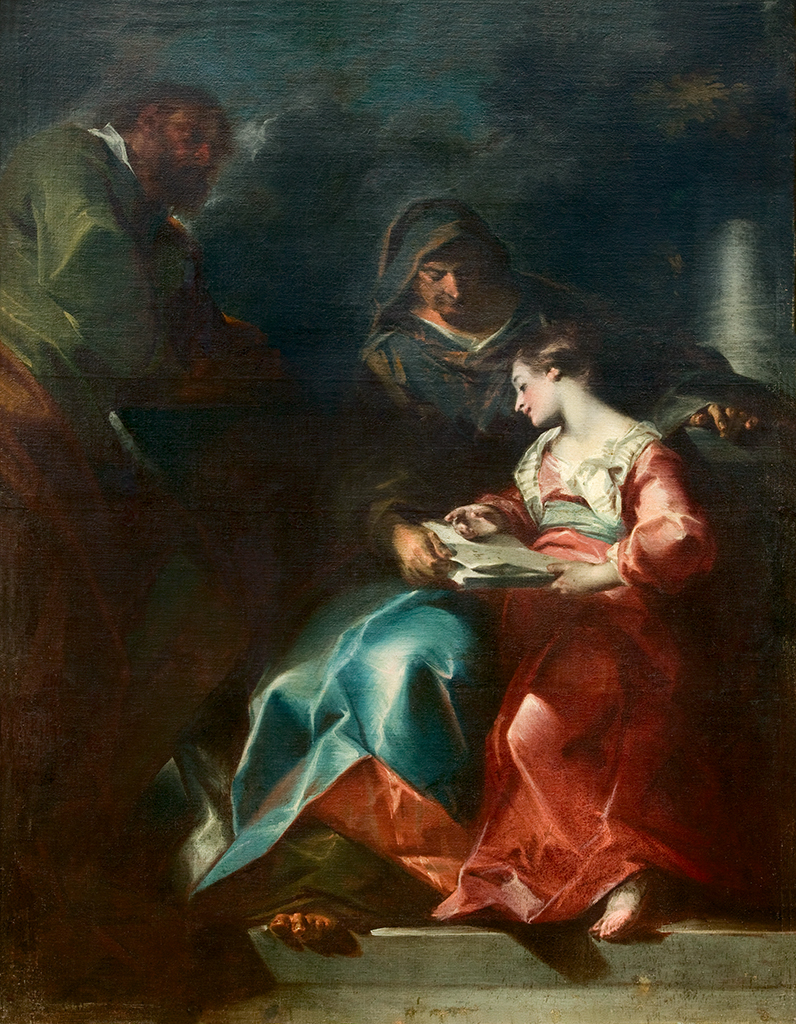
Educazione
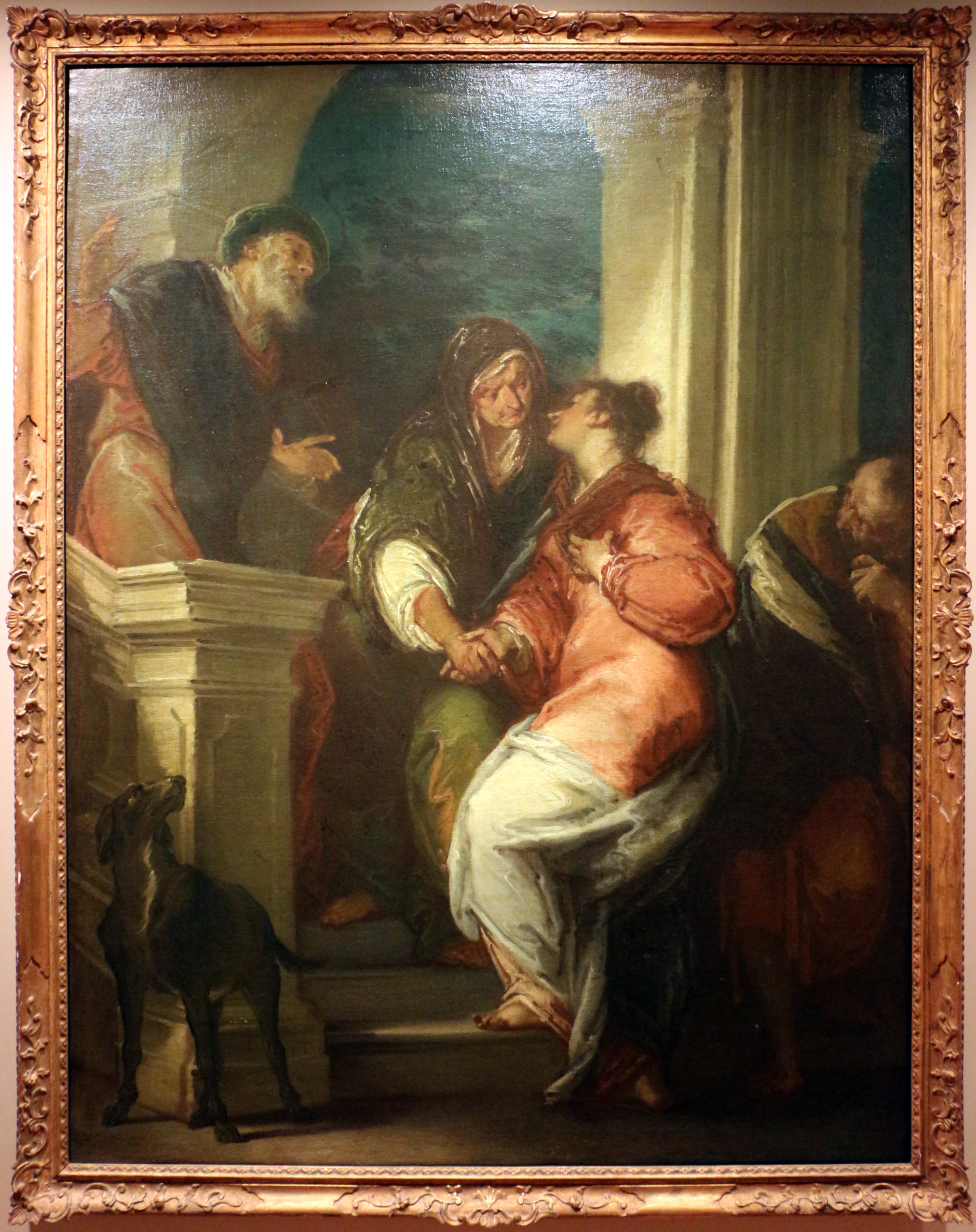
聖アンナと聖母
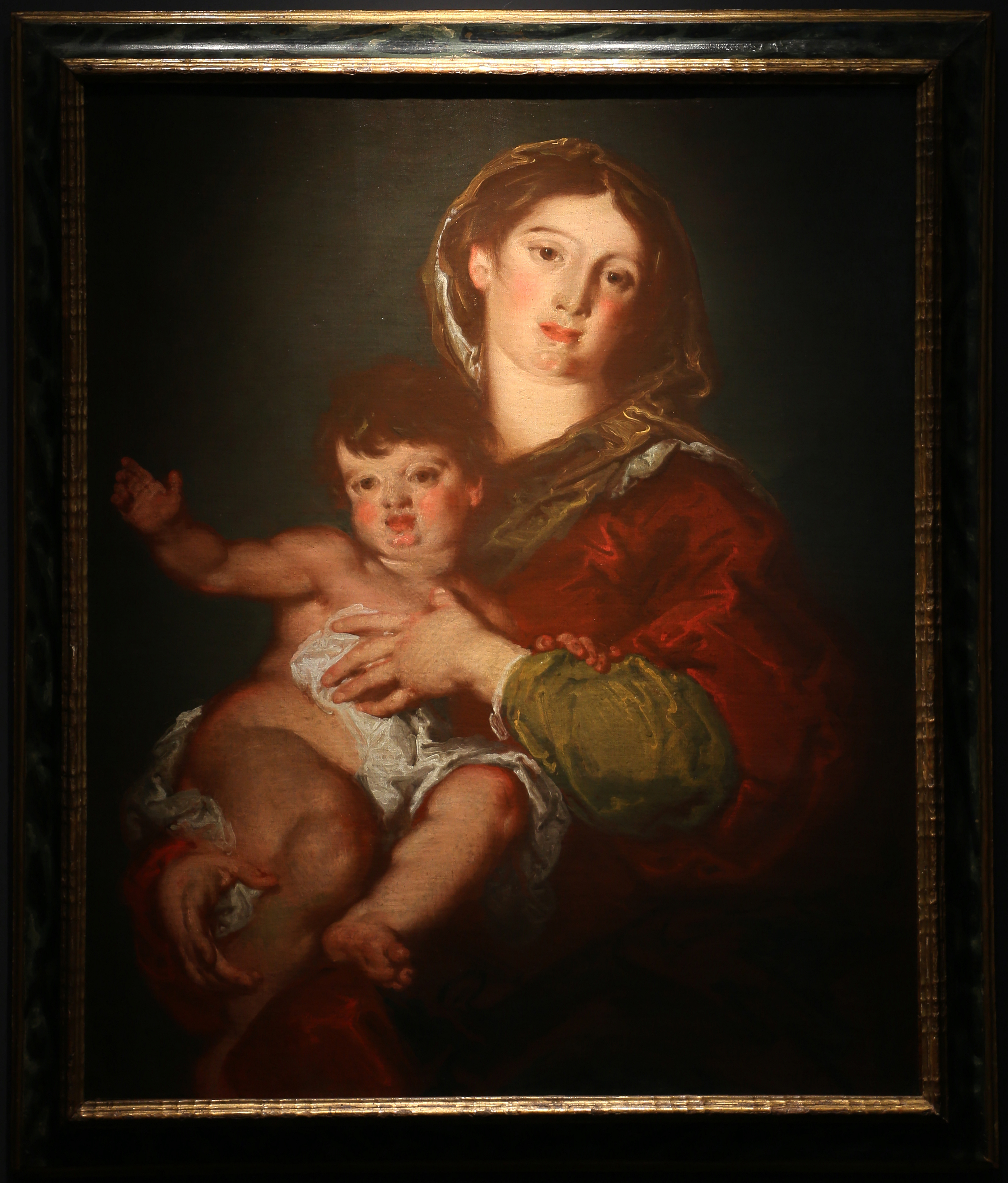

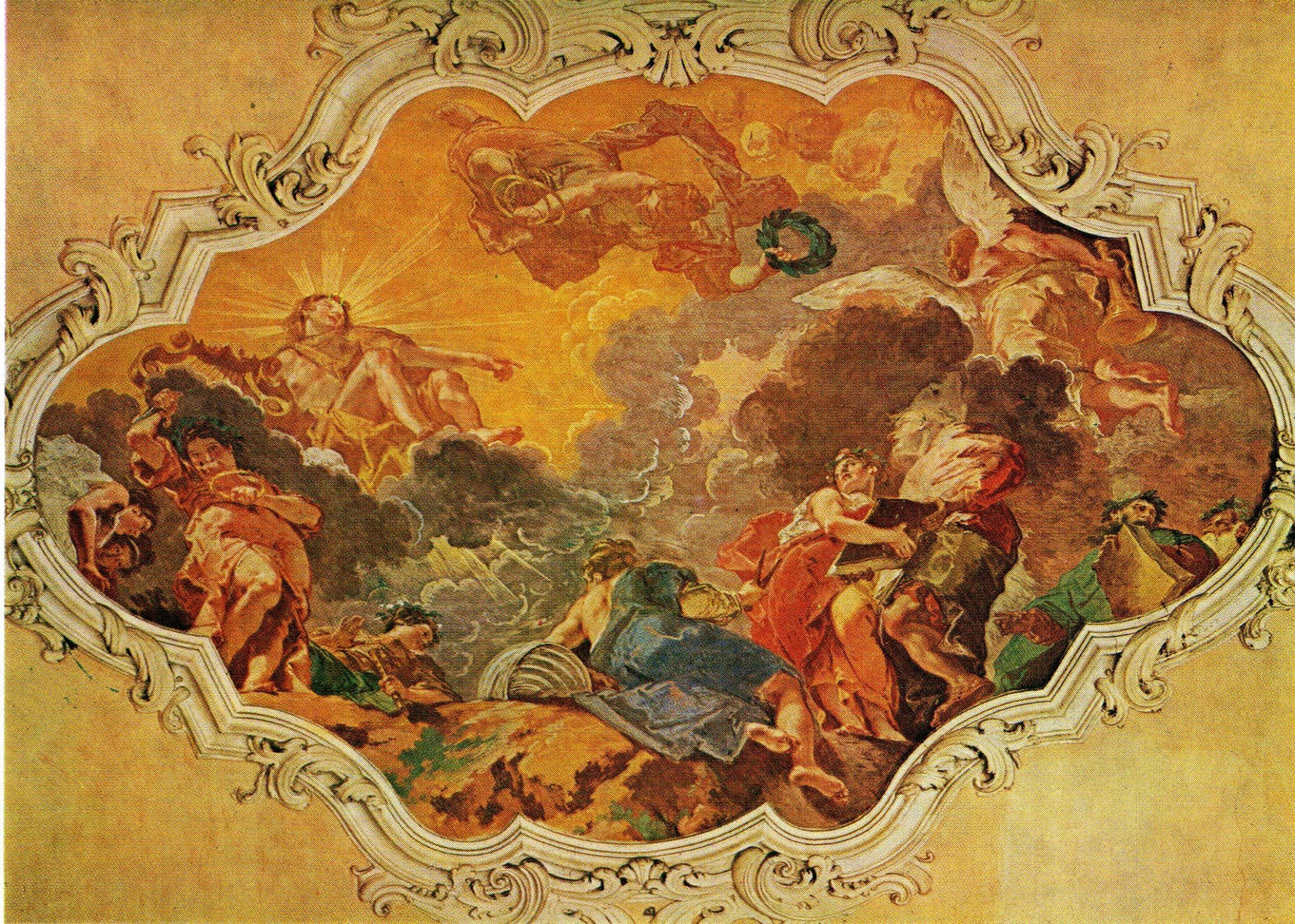
Palazzo Cavrianiの装飾画
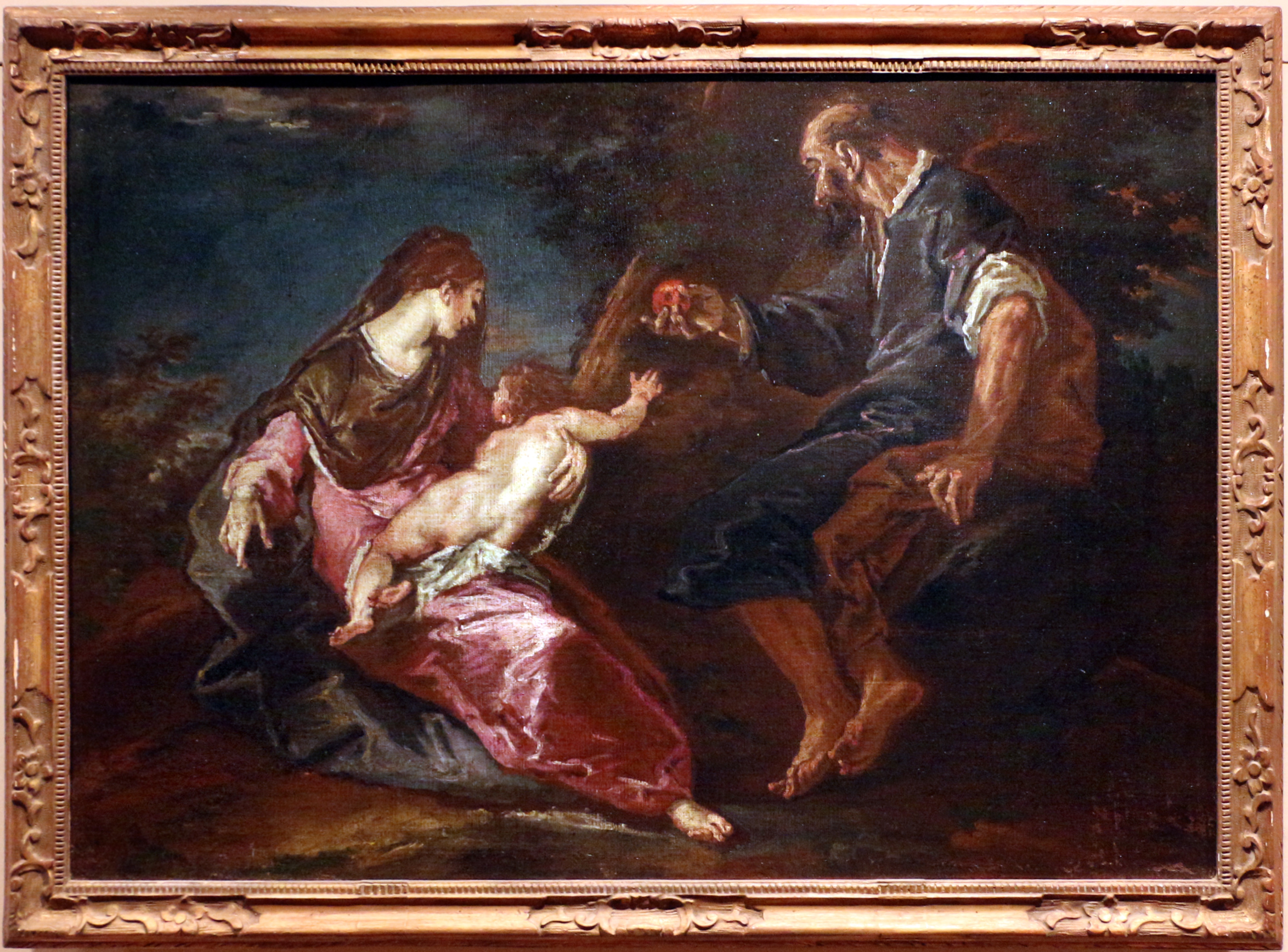
エジプトへの逃避途上の休息
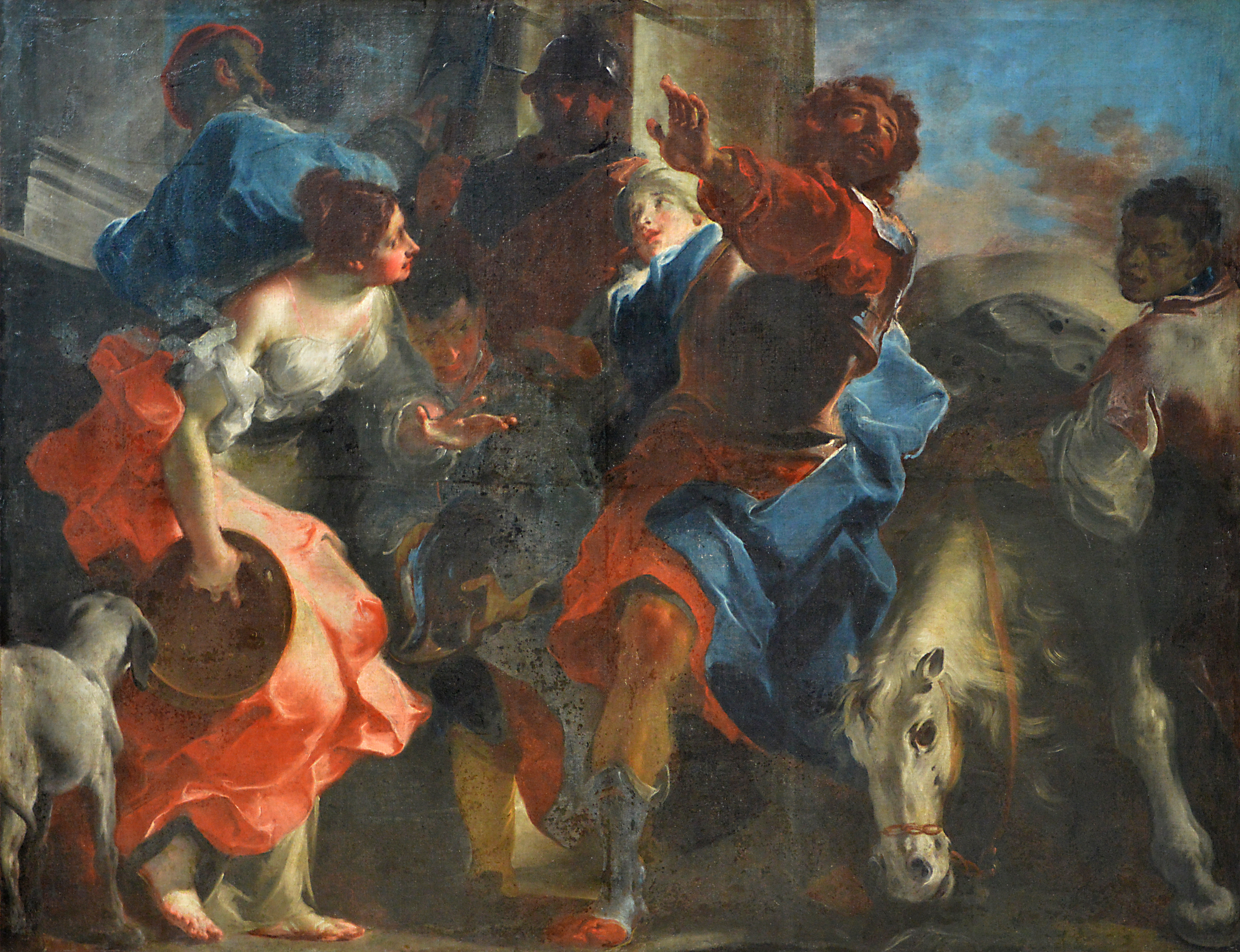
エフタの娘